# Misia Remix 2003 Kiss in the Sky: Non Stop Mix
Misia Remix 2003 Kiss in the Sky: Non Stop Mix és el tercer àlbum de mescles de la cantant japonesa Misia, que es va editar el 23 d'abril de 2003. Va vendre'n 31.648 còpies durant la primera setmana i es va situar a la tercera posició de les llistes japoneses El primer disc està mesclat pel DJ Ta-shi metre que el segons ho està per part de DJ Gomi.
L'àlbum va aconseguir la certificació d'or de la RIAJ al vendre'n més de 100.000 còpies.

## Llista de cançons
| 1. | «Back Blocks (So So Def Remix)»                                                 | Jermaine Dupri  | 4:59 |
| 2. | «Over Bit (Human Rhythm Remix)»                                                 | Human Rhythm    | 5:36 |
| 3. | «Don't Stop Music! (Mega Raiders Remix)»                                        | Mega Raiders    | 4:05 |
| 4. | «Laila (Mega Raiders Remix)»                                                    | Mega Raiders    | 5:01 |
| 5. | «Mekubase no Burūsu (DJ Watarai Remix) (めくばせのブルース (DJ WATARAI Remix))» | DJ Watarai      | 4:22 |
| 6. | «Back Blocks (Mega Raiders Remix)»                                              | Mega Raiders    | 3:43 |
| 7. | «Back Blocks (DJ Spinna Remix)»                                                 | DJ Spinna       | 1:50 |
| 8. | «Destiny's Rule (Moments Of Soul Remix)»                                        | Moments Of Soul | 4:53 |
| 9. | «Laila (So So Def Remix)»                                                       | Jermaine Dupri  | 4:45 |

| 1. | «Nemurenu Yoru wa Kimi no Sei (The Sacred Rhythm Classical Salsa Version) (眠れぬ夜は君のせい (The Sacred Rhythm Classical Salsa Version))» | Joe Claussell    | 10:44 |
| 2. | «Shining Star (DJ Spinna Remix)» | DJ Spinna        | 6:40  |
| 3. | «Koiuta (Yoruba Soul Remix) (恋唄 (Yoruba Soul Remix))»                                                                                     | Osunlade         | 7:31  |
| 4. | «Fly Away (Malawi Rocks Remix)» | Malawi Rocks     | 7:25  |
| 5. | «Taiyou ga Iru Kara (Classic 12" Mix) (太陽がいるから (Classic 12" Mix))»                                                                   | Frankie Knuckles | 6:50  |
| 6. | «Tobikata wo Wasureta Chiisana Tori (Malawi Rocks Remix) (飛び方を忘れた小さな鳥 (Malawi Rocks Remix))»                                     | Malawi Rocks     | 5:46  |
| 7. | «Hatenaku Tsuzuku Sutōrī (Hex Hector Remix) (果てなく続くストーリー (Hex Hector Remix))»                                                    | Hex Hector       | 6:38  |
| 8. | «Always (Gomi's Lair Club Mix)» | DJ Gomi          | 8:39  |

## Llistes

### LlistaOriconde vendes
| Llançament    | Llista                          | Posició | Vendes debut | Vendes totals | Duració     |
| ------------- | ------------------------------- | ------- | ------------ | ------------- | ----------- |
| 23 abril 2003 | Llista Oricon diària d'àlbums   | 3       |              |               |             |
| 23 abril 2003 | Llista Oricon setmanal d'àlbums | 3       | 31.648       | 70.334        | 11 setmanes |
| 23 abril 2003 | Llista Oricon mensual d'àlbums  | 5       |              |               |             |
| 23 abril 2003 | Llista Oricon anual d'àlbums    |         |              |               |             |

### Llista de vendes físiques
| Llista                              | Posició |
| ----------------------------------- | ------- |
| lista Oricon diària d'àlbums        | 3       |
| Llista Oricon setmanal d'àlbums     | 3       |
| Llista Oricon mensual d'àlbums      | 5       |
| Llista Soundscan d'àlbums(Només CD) | 5       |